# Nalini Malani

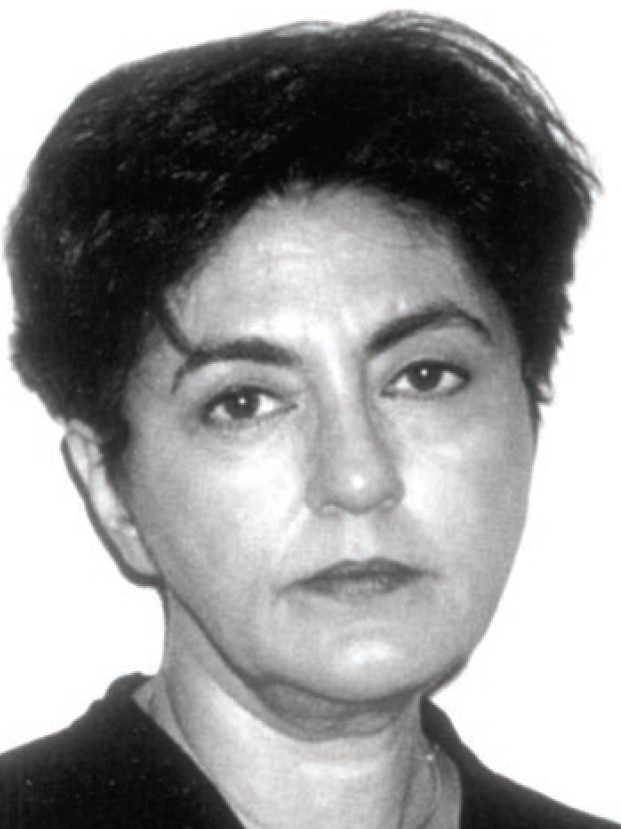
Nalini Malani

Nalini Malani (* 1946 in Karatschi, heute Pakistan) ist eine indische Malerin und Videokünstlerin. Sie lebt in Mumbai.

## Leben und Werk
Nalini Malani wurde 1946 geboren und zog mit ihrer Familie aufgrund der Teilung Indiens als Flüchtling nach Kalkutta. 1958 ließ sich ihre Familie in Bombay nieder. Malani studierte freie Kunst und erlangte 1969 das Diplom an der Sir Jamsetjee Jeejebhoy School of Art. In dieser Zeit hatte sie ein Studio im Bhulabhai Memorial Institute, wo sie Kontakt zu anderen Künstlern, Musikern, Tänzern und Theaterleuten knüpfte. Ein Stipendium ermöglichte ihr den Aufenthalt in Paris. Von 1984 bis 1989 erhielt sie ein weiteres Stipendium. Aufenthalte in Indien, den USA, Japan und Italien schlossen sich an. Die 1986 geborene Filmemacherin Payal Kapadia ist ihre Tochter.
Als Malerin und Zeichnerin widmet sich Malani der traditionellen Glasmalerei, der Wandmalerei und Ölmalerei. Mit Theater und Videokunst erweitert sie ihr politisch motiviertes Werk. In ihren Multimedia Installationen verwendet sie häufig ihre eigenen Zeichnungen, um sie als projizierte Animationen zu zeigen. Nalini Malini prägt dafür den Begriff Video/Schattenspiel. Sie ist mit den Texten von Bertolt Brecht, Heiner Müller und Christa Wolf vertraut, die in ihre Auseinandersetzung mit Macht, Gender und Feminismus einfließen.

„Ihr Augenmerk gilt oft weiblichen Hauptfiguren – angefangen von einer Frau, die durch eine ökologische Katastrophe zur Mutantin geworden ist, über ein Opfer religiöser Unterdrückung bis hin zu Neuinterpretationen archetypischer dramatischer Gestalten aus der griechischen Mythologie, etwa der griechischen Figuren Medea, Antigone, Kassandra und der Hindu-Göttinnen Radha und Sita, und der Literatur, wie Alice im Wunderland.“

Nalini Malani arbeitete mit Bhupen Khakhar, Vivan Sundaram, Fiona Hall, Anuradha Kapur und Alaknanda Samarth zusammen.

## Ausstellungen (Auswahl)
Ihr Werk wurde unter anderem in Indien, Japan, Australien, England, Kuba und Südafrika ausgestellt.
- 2000: Century City Tate Modern, London
- 2001: Unpacking Europe Museum Boijmans Van Beuningen, Rotterdam
- 2007: mit dem 14-teiligen Tafelbild Splitting the Other auf der Biennale di Venezia 2012 dOCUMENTA (13), Kassel.
- 2002/3: Hamletmachine New Museum of Contemporary Art, New York City (Einzelausstellung)
- 2014: You can't keep Acid in a Paper Bag Kiran Nadar Museum of Art, New Delhi (Retrospektive)[7]

## Auszeichnungen
- 2013: Fukuoka Preis
- 2019: Joan-Miró-Preis
- 2023: Kyoto-Preis